# ناحیه راشکا
ناحیه راشکا (به صربی: Raška District) یک روستا در صربستان است که در صربستان واقع شده‌است. ناحیه راشکا ۳٬۹۱۸ کیلومتر مربع مساحت و ۳۰۹٬۲۵۸ نفر جمعیت دارد.